# 南明史略
南明史略，南开大学教授谢国桢所著南明史著作。上海人民出版社1957年出版。
本书约18万字，正文11章，另有“大事年表”。叙述了明朝末年社会背景、明末民变与清兵入关、弘光帝政权、鲁王监国政权、隆武帝政权、永历帝政权、各地的抗清运动、郑成功攻克台湾等历史。